# Dwijendralal Ray

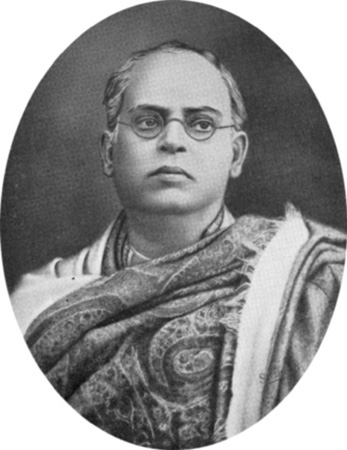
Dwijendralal Ray

Dwijendralal Ray (bengalisch: দ্বিজেন্দ্রলাল রায় Dbijendralāl Rāẏ; * 16. Juli 1864 in Krishnanagar, Bengalen; † 19. Mai 1913) war ein indischer Dichter, besonders Verfasser von historischen und sozialen Dramen sowie Komponist von rund 500 Musikstücken, meist nationale Freiheitslieder und Bhajans, die ihn um die Jahrhundertwende zum Idol der jungen Freiheitskämpfer von Bengalen machten.

## Leben
Ray war mit Surabala Devi († 1903) verheiratet, hatte einen Sohn, Dilip Kumar Roy (1897–1980), ebenfalls ein erfolgreicher Musiker, und eine Tochter, Maya.

## Werke

### Originalausgaben (Auswahl)
- Aryagatha (1882)
- Bibhrat O Kalki Abatar (1895)
- Tryahasparsha (1900)
- Hanshir Gaan
- Pashani
- Mandra (1902)
- Prayaschitta
- Rana Pratap Singh (1905)
- Alekhya (1907)
- Sita (1908)
- Mebar Patan
- Nurjahan
- Shahjahan (1909)
- Punarjanma (1911)
- Chandragupta
- Tribeni (1912)
- Parapare
- Bhishma (1914)
- Banganari (1916)

### Lieder (Auswahl)
- Aji Gao Maha Geet
- Amar Bharat
- Banga Amar Janani Amar
- Dhana Dhanya Pushpa Bhara
- Esho Pran Shakha
- Je Din Sunil Jaladhi Haite
- Patitadwarini Gangey
- Aamra Emni eshey bheshey jai